# Rugilus similis
Rugilus similis – gatunek chrząszcza z rodziny kusakowatych i podrodziny żarlinków.
Gatunek ten został opisany w 1839 roku przez Wilhelma Ferdinanda Erichsona jako Stilicus similis.
Chrząszcz o smukłym i trochę wypukłym ciele długości od 5 do 5,5 mm. Duża, tak szeroka jak pokrywy głowa ma szorstko i bardzo gęsto punktowaną powierzchnię, wargę górną zaopatrzoną w dwa ząbki oraz skroń w widoku z góry co najwyżej nieco dłuższą od długości oka. Czułki są krępe, żółte. Przedplecze ma kolor czarny lub brunatnoczarny, a powierzchnię silnie punktowaną z podłużną bruzdą przez środek. Tylne brzegi pokryw są żółtobrunatne przy szwie. Odnóża są żółte z nieprzyciemnionymi wierzchołkami ud i nasadami goleni tylnej pary. Samiec ma piąty sternit odwłoka z szerokim, półkolistym wgnieceniem, którego boczne brzegi wydłużone są w rozjaśnione z tyłu, listewkowate kolce, zaś szósty sternit z trójkątnym wycięciem na tylnej krawędzi.
Owad znany z Hiszpanii, Irlandii, Wielkiej Brytanii, Francji, Belgii, Holandii, Niemiec, Danii, Szwecji, Norwegii, Finlandii, Szwajcarii, Austrii, Włoch, Estonii, Łotwy, Litwy, Polski, Czech, Słowacji, Węgier, Białorusi, Ukrainy, Rumunii, Chorwacji, Bośni i Hercegowiny, Serbii, Czarnogóry, Macedonii, Rosji i Bliskiego Wschodu. Zasiedla wilgotne lasy, pola i łąki. Bytuje w ściółce, pod mchem i rozkładającymi się szczątkami roślinnymi (np. gnijącym sianem).